# Carmen Lyra

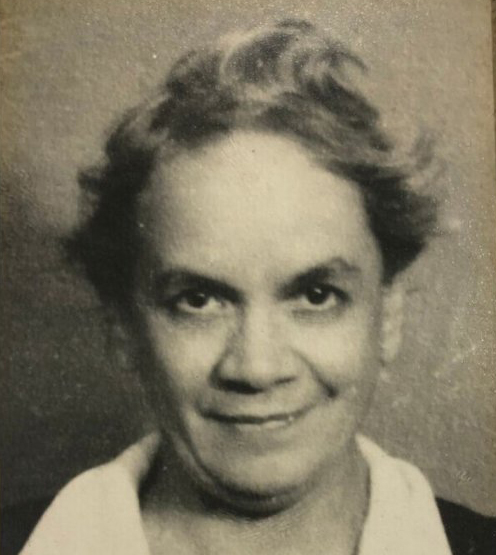
Abbildung von Carmen Lyra auf der costa-ricanischen 20.000-Colones-Banknote

Carmen Lyra (geboren 15. Januar 1887 in San José; gestorben 14. Mai 1949 in Mexiko-Stadt) war das Pseudonym der ersten prominenten costa-ricanischen Autorin, die als María Isabel Carvajal Quesada zur Welt kam. Sie war Lehrerin und Gründerin der ersten Montessori-Schule. Daneben war sie Mitbegründerin der kommunistischen Partei Costa Ricas und einer der ersten Frauengewerkschaften. Sie thematisierte als eine der ersten Autoren die schädliche Dominanz der großen Handelsgesellschaften für Früchte in Lateinamerika.

## Biographie
María Isabel Carvajal Quesada kam 1887 in der costa-ricanischen Hauptstadt San José zur Welt. Sie besuchte eine Höhere Mädchenschule, die sie 1904 abschloss. Sie trat 1906 als Novizin in das San Juan de Dios Hospital ein, stellte aber fest, dass das religiöse Leben nicht ihre Berufung war. Sie begann stattdessen, als Lehrerin zu arbeiten. Sie sandte Artikel an Zeitungen wie den Diario de Costa Rica, La Hora und La Tribuna und Magazine wie Ariel, Athenea und Pandemonium.

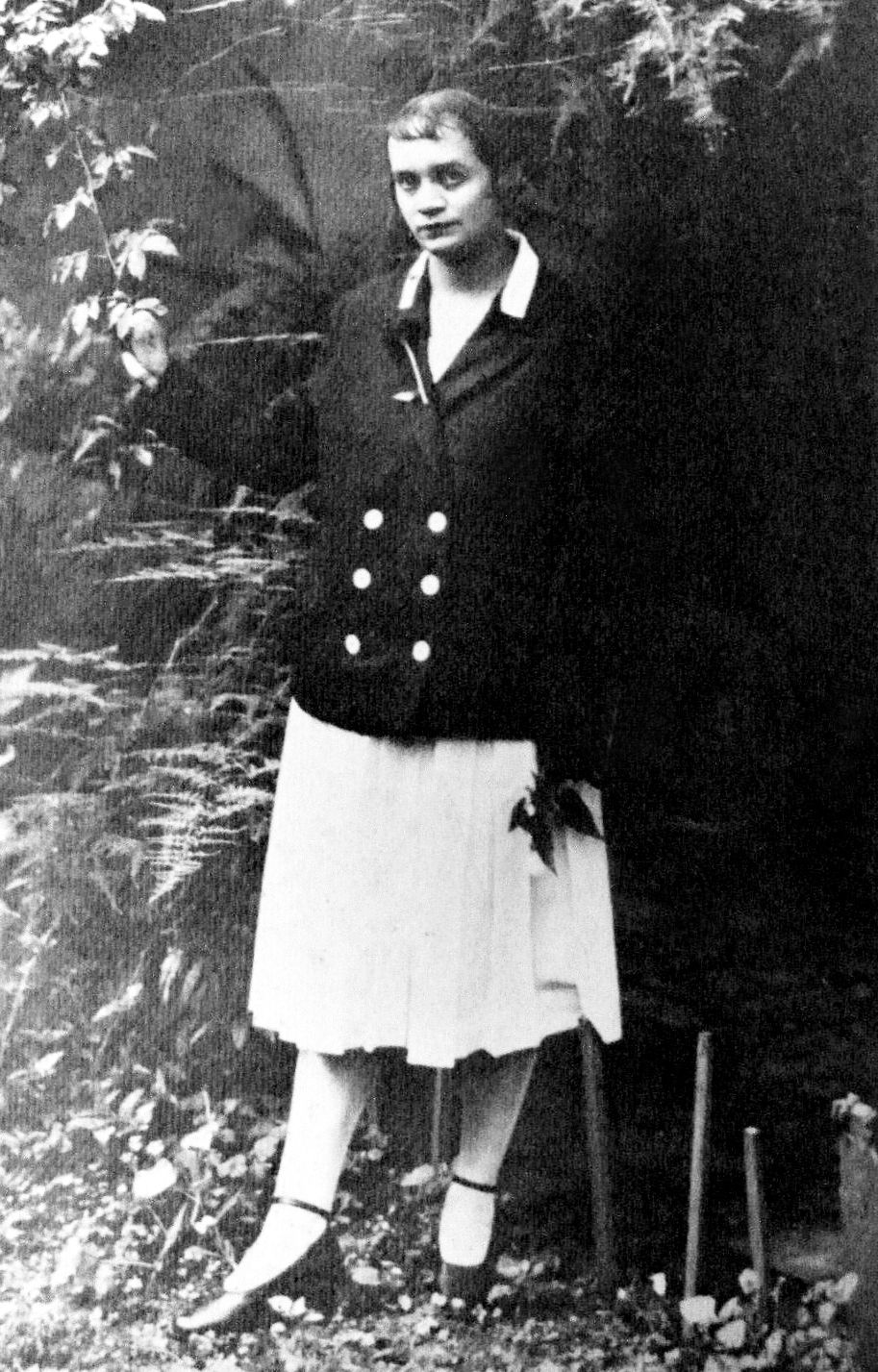
Carmen Lyra (ca. 1910)

1918 veröffentlichte sie ihren ersten Roman En una silla de ruedas [Im Rollstuhl], der die Sitten und Gebräuche durch die Augen eines gelähmten Jungen schildert, der zum Künstler heranwächst, und in dem das Bohème-Leben von San José den Hintergrund bildet.
Sie nahm aktiv an Lehrerprotesten gegen die Diktatur von Federico Tinoco Granados teil, der sich 1917 an die Macht geputscht hatte. Aus den Aktionen heraus wurde das staatliche Nachrichtenbüro angezündet. Lyra geriet in den Fokus der Sicherheitsbehörden, aber es gelang ihr, der polizeilichen Verfolgung zu entkommen, indem sie sich als Zeitungsverkäuferin verkleidete.
1920 veröffentlichte sie ihr bekanntestes Werk Los Cuentos de Mi Tia Panchita [Geschichten von meiner Tante Panchita], eine Sammlung von Volksmärchen.
Als die Diktatur im August 1919 zusammenbrach, erhielt Lyra ein Stipendium für ein Auslandsstudium an der Sorbonne in Apex und besuchte Schulen in Italien und England, um die in Europa angewandten pädagogischen Methoden kennen zu lernen. Nach ihrer Rückkehr im Jahr 1921 leitete sie die Abteilung für Kinderliteratur an der Escuela Normal de Costa Rica, einem Lehrerseminar. 1926 gründete und leitete Lyra den ersten Montessori-Vorschulkindergarten, in dem die ärmsten Schüler von San José unterrichtet wurden. Ihr Haus wurde zu einem Treffpunkt für Intellektuelle und Schriftsteller, und ihre politische Einstellung bewegte sich zunehmend nach links. Im Jahr 1931 gründete sie zusammen mit Manuel Mora Valverde die Vanguardia Popular, die sich später in Kommunistische Partei Costa Ricas umbenannte. Ihr schlossen sich auch die Lehrerinnen María Alfaro de Mata, Odilia Castro Hidalgo, Adela Ferreto, Angela García, Luisa González, Stella Peralta, Emilia Prieto, Lilia Ramos, Esther Silva und Hortensia Zelaya an, die sich an der Escuela Normal radikalisiert hatten und eine Gesellschaft in Frage stellten, die auf Privilegien und der Beschränkung der Rolle der Frau auf Haus, Ehe und Mutterschaft basierte. Ebenfalls 1931 gründete Lyra gemeinsam mit Luisa González die Arbeiterinnengewerkschaft Sindicato Único de Mujeres Trabajadoras und bereitete die Gründung der costa-ricanischen Lehrergewerkschaft vor.
1931 veröffentlichte sie Bananos y Hombres [Bananen und Männer]. Auch hiervon inspiriert kam es 1934 zu einem Streik der Bananenarbeiter, organisiert von der Kommunistischen Partei mit Lyras maßgeblicher Beteiligung. Da ihre Politik und ihre Aktivitäten immer radikaler wurden, wurde Lyra von ihrem Lehrauftrag entbunden. Nach dem costa-ricanischen Bürgerkrieg 1948 verbot der neue Präsident José Figueres Ferrer die kommunistische Partei, Lyra wurde des Landes verwiesen und ging ins Exil nach Mexiko. Wiederholte Bitten, wegen Krankheit in ihre Heimat zurückkehren zu dürfen, wurden abgelehnt. Carmen Lyra starb am 14. Mai 1949 in Mexiko-Stadt.

## Rezeption
Im Jahr 1962 benannte die Schulbehörde von Cóbano eine Schule nach ihr, und die Legislative Versammlung von Costa Rica verlieh ihr 1976 die Auszeichnung Benemérita de la Cultura Nacional.
Lyra wurde 2005 in die La Galería de las Mujeres de Costa Rica [Die costaricanische Galerie der Frauen] aufgenommen.
Seit 2010 ist Carmen Lyra auf dem Colones-Schein abgebildet.
Das Miravalles-Quintett präsentierte 2011 im Teatro Nacional das Stück „Homenaje a Carmen Lyra“ in einer Uraufgeführung. ein multimediales Kammerkonzert, in dem costaricanische Komposition, Malerei, Literatur, Erzählung und Tanz kombiniert werden – inspiriert von den Schriften von Carmen Lyra.

## Veröffentlichung
- Carmen Lyra: En una silla de ruedas. Casasola Editores (Neuauflage 2020), 1918, ISBN 978-1-942369-41-7 (spanisch).
- Carmen Lyra: Fantasías de Juan Silvestre. University of Illinois in Urbana-Champaign, 1918 (spanisch, google.de).
- Carmen Lyra: Cuentos De Mi Tia Panchita. Editorial Costa Rica (Neuauflage 2020), 1920, ISBN 9977-23-135-4 (spanisch).
- Carmen Lyra: Bananos Y Hombres. Editorial Espinas (Neuauflage 2024), 1931, ISBN 978-84-12-45449-9 (spanisch).

## Weiterführende Literatur
- The Subversive Voice of Carmen Lyra: Selected Works Translator: Elizabeth Rosa Horan. University Press of Florida, 2000, ISBN 0-8130-1767-X (englisch).
- Luisa González, Carlos Luis Sáenz: Carmen Lyra. EUNED, San José 1998, ISBN 9977-64-914-6 (spanisch).
- Daniel Balderston: Encyclopedia of Twentieth-Century Latin American and Caribbean Literature, 1900–2003 (Encyclopedias of Contemporary Culture). Routledge, 2004, ISBN 0-415-30687-6 (englisch).